# Nicole Metzger

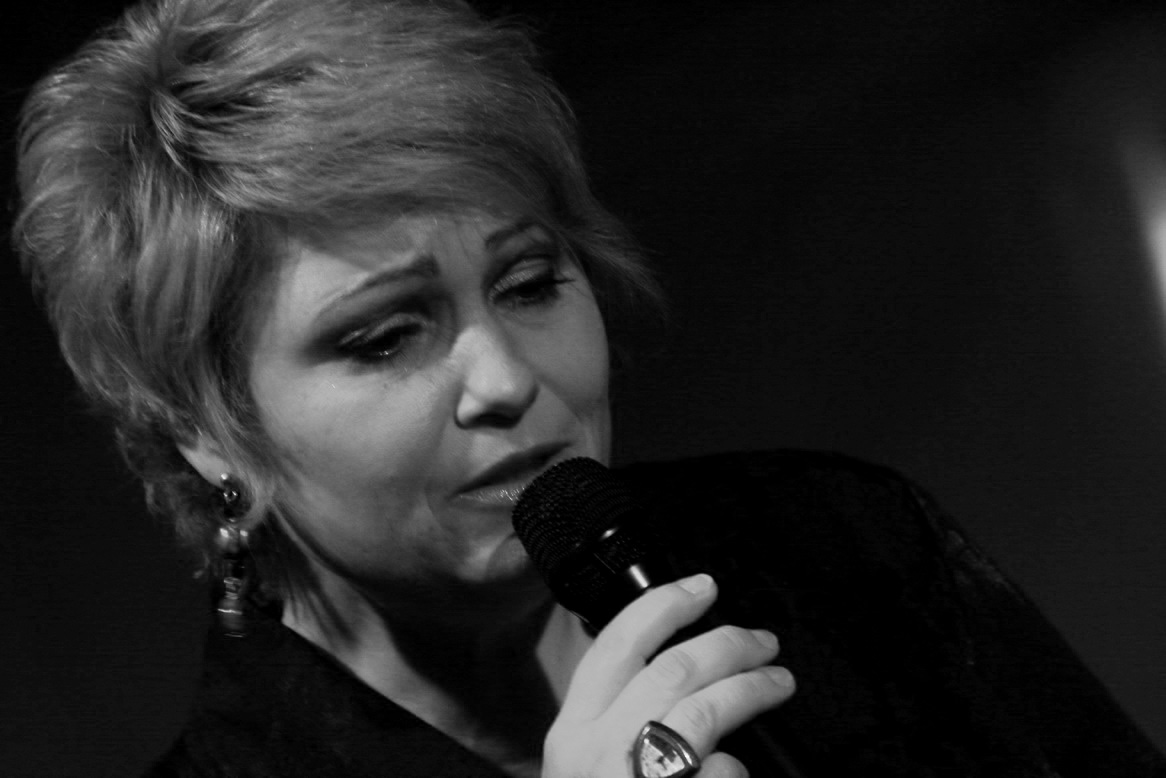
Nicole Metzger (2013)

Nicole Metzger (* 18. Mai 1969 in Neustadt an der Weinstraße) ist eine deutsche Jazzsängerin.

## Leben
Im Alter von neun Jahren begann Nicole Metzger mit einer klassischen Gitarrenausbildung. Mit 15 Jahren startete sie ihre ersten musikalischen Projekte als Leadsängerin in verschiedenen Bands. 1986 lernte sie die Opern-Sopranistin und Gesangsdozentin Brigitta Seidler-Winkler kennen, die sie zur professionellen Sängerin und terlusollogischen Gesanglehrerin ausbildete nach ihrer Methode der „Neuen Immesheimer Schule“.
1988 begann Metzger ihr 5-jähriges Studium zur Musicaldarstellerin bei der American Performing Arts Company und der Musicalschule Frankfurt. 1993 schloss sie ihr Studium mit der Bühnenreifeprüfung ab. Im Anschluss folgten mehrere Musical-Engagements in Frankreich („Aldonza“ in Der Mann von La Mancha) und Deutschland („Soulgirl“ in Little Shop of Horrors). Parallel arbeitete sie als Sängerin und Bandleaderin im Blues-, Gospel-, aber vor allem im Jazzbereich.
Seit 1995 widmet sich Metzger ausnahmslos dem Jazz. Sie gibt Konzerte und tritt bei Festivals als Bandleaderin ihrer festen Bandprojekte oder Gastsolistin auf, in Besetzungen von Duo bis Big Band.
Als Gesangsdozentin für Jazz-, Pop- und Musicalgesang erteilt sie Unterricht, betreut Profisänger auf Tourneen und führt Workshops durch.

## Rezeption
„Nicole Metzger ist eine der komplettesten Sängerinnen jener Königsklasse namens Jazz-Mainstream auf der internationalen Szene. Aber trotz ihrer umwerfenden technischen Perfektion bleibt da stets die Magie spürbar, die Wärme von Stimme und Persönlichkeit.“

## Ehrungen und Auszeichnungen
- 1991 Preisträgerin beim Bundeswettbewerb Musical-Gesang des VDMK
- 2006 1. Preis beim „Internationalen Duowettbewerb Voice & Guitar“ mit ihrem Duo „Body & Soul“

## Diskographie
- At any Other Time – Nicole Metzger & The New York Connection (2001) mit Joe Fonda, Michael Jefry Stevens, Harvey Sorgen
- Second Take – Nicole Metzger & NM5 (2007) mit Jean-Yves Jung, Wesley G., Rudi Engel, Keith Copeland
- Body & Soul – Nicole Metzger & Wesley G. (2010)
- Der Lauf der Zeit – Nicole Metzger & The French Connection (2010) mit Jean-Yves Jung, Jean-Marc Robin, Dietmar Fuhr, Marcel Loeffler, Angela Frontera, Zelia Fonseca
- That's What I Want to Do – Nicole Metzger & The New York Connection (2011) mit Michael Jefry Stevens, Joe Fonda, Harvey Sorgen
- So oder so ist das Leben (2020) mit Jean-Yves Jung, Hanns Höhn, Jean-Marc Robin, Daniel Prandl, Jens Loh, Jens Biehl

## Lexikalische Einträge
- Jürgen Wölfer: Jazz in Deutschland. Das Lexikon. Alle Musiker und Plattenfirmen von 1920 bis heute. Hannibal, Höfen 2008, ISBN 978-3-85445-274-4.